# Сучавская и Рэдэуцкая архиепископия
Суча́вская и Рэдэ́уцкая архиепископи́я (рум. Arhiepiscopia Sucevei și Rădăuților) — епархия Румынской православной церкви на территории жудеца Сучава. Входит в состав Молдавской и Буковинской митрополии. Состоит из четырех протопопиатов (благочиний): Сучава, Кымпулунг-Молдовенеск, Рэдэуци и Фэлтичени. Объединяет 12 монастырей и более 380 приходов с почти 400 церквями, в которых служат около 400 священников.

## История
Архиепископия, созданная в 1990 году, является преемником старой Радовецкой (Рэдэуцкой) епископии, созданной в XV веке, впоследствии преобразованной в Буковинскую митрополию (после включения Буковины в Австрийскую империю в 1774 году), митрополию, которая просуществовала до 1948 года. С установлением коммунистической власти в Румынии Рэдэуцская епархия была выведена из-под юрисдикции Буковинской митрополии и передана под юрисдикцию Молдавской митрополии.
С середины 2008 года в Сучавской и Рэдэуцкой архиепископии функционируют пять протопопиатов после того, как протопопиат Сучавы, в котором насчитывалось 150 приходов, был разделён на две равные части по числу приходов. В 1989 году было 260 приходов с 300 священниками и восемью монастырями во всем округе Сучава, другими словами, во всей Архиепископии Сучевей и Рэдэуць. В середине 2008 года число приходов увеличилось до 400 и священников — до 550, а монашеских поселений — до 38.

## Епископы
Сучавское викариатство
- Евгений (Лаю) (9 июля 1939 — 1 марта 1950)
- Ириней (Крэчунаш) (1 июня 1969 — 19 января 1973)
- Пимен (Зайня) (24 июня 1982 — 24 января 1991)

Сучавская епархия
- Пимен (Зайня) (24 января 1991 — 20 мая 2020)
- Каллиник (Думитриу) (с 21 июля 2020)